# Ellison Provincial Park
Ellison Provincial Park är en park i Kanada.   Den ligger i provinsen British Columbia, i den södra delen av landet, 3 300 km väster om huvudstaden Ottawa. Ellison Provincial Park ligger 448 meter över havet. Den ligger vid sjön Okanagan Lake.
Terrängen runt Ellison Provincial Park är huvudsakligen kuperad, men västerut är den bergig. Närmaste större samhälle är Vernon, 15,6 km nordost om Ellison Provincial Park. 
I omgivningarna runt Ellison Provincial Park växer i huvudsak barrskog. Runt Ellison Provincial Park är det ganska glesbefolkat, med 34 invånare per kvadratkilometer.